# Bouan (Bondokuy)
Pour les articles homonymes, voir Bouan.
Bouan est une commune située dans le département de Bondokuy de la province du Mouhoun au Burkina Faso.